# Nikos Perantinos
Nikos Perantinos (né à Paros en 1910 et mort en 1991) est un sculpteur grec.

## Biographie
Nikos Perantinos a réalisé de nombreuses sculptures, dont le buste en marbre de Ifigeneia Sina à l'Académie d'Athènes.
Nikos Perantinos a également dessiné des pièces de monnaie grecques :
- la face avec le phénix, symbole de la junte militaire, des pièces de 50 lepta, 1, 2, 5 et 10 drachmes grecques de la dictature des colonels,
- les pièces de 50 lepta (Márkos Bótzaris) de 1 drachme (Konstantínos Kanáris) et de 2 drachmes (Geórgios Karaïskákis) de la République de Grèce en 1975.

En 1991, le musée de la sculpture Nikolaos Perantinos a ouvert ses portes à Athènes.
Un autre musée de la sculpture Nikolaos Perantinos devrait voir le jour à Marpissa, village de l'île de Paros.